# Джованбатиста I Малатеста ди Соляно
Вижте пояснителната страница за други личности с името Джовани Малатеста.
Джованбатиста I Малатеста ди Соляно (на италиански: Giovanbattista Malatesta di Sogliano; † 1591) от кадетския клон Малатеста ди Соляно на рода Малатеста е суверенен граф на Соляно, граф на 1/2 от Сан Джовани ин Галилея, граф на 1/3 от Таламело (от 1580 г. на цялото), граф на Пондо, господар на Монтеджели, Ронтаняно, Савиняно ди Риго, Пиетра дел'Узо, Монтепетра, Сегуно, Пратолина, Руфиано, Мелето, Сапето, Чиня, Букио, Поцуоло Валендзера, Сасета и Соазия, на 1/3 от Спинело и Стригара.

## Произход
Той е син на Карло II Малатеста ди Соляно († 1544), суверенен граф на Соляно, граф на Таламело, граф на Пондо, граф на Сан Джовани ин Галилея и господар на Монтеджели, Ронтаняно, Савиняно ди Риго, Пиетра дел'Узо, Монтепетра, Стригара, Сегуно, Спинело, Пратолина, Руфиано, Мелето, Сапето, Чиня, Букио, Монтегуиди, Поцуоло Валендзера, Сасета и Соазия, и на съпругата му Елизабета Грити, патриция на Венеция. Има трима братя и четири сестри:
- Пандолфо, провост на Сан Кристофоро дели Умилиати в Лоди (1535 – 1549) и почетен камерхер на кардинал Фарнезе (бъдещ папа Павел III), граф на 1/2 от Сан Джовани ин Галилея, на 2/3 от Таламело и господар на 2/3 от сеньории Стригара и Спинело, рицар на Ордена на Св. св. Маврикий и Лазар, съпруг на Аурелия Сантакроче
- Роберто († 1575), префект командир на Сан Кристофоро от Ордена на смирените от Лоди през 1549 г. и почетен камерхер на кардинал Пизани
- Лаура
- Лукреция, господарка на Сан Мартино ин Конверсето
- Рафаела
- Теодоро
- Изабела

Има и две природени сестри и двама природени братя от извънбрачни връзки на баща си.

## Биография
Папа Павел III възстановява собствеността и титлите му през 1545 г. и го утвърждава като суверенен граф на Соляно, граф на 1/2 от Сан Джовани в Галилея, граф на 1/3 от Таламело (през 1580 г., когато брат му Пандолфо умира, получава цялото), граф на Пондо, и господар на гореизброените територии. Наследява от чичо си Франческо Малатеста владението на Сан Мартино ин Конверсто, което препродава на сестра си Лукреция.
Претърпява преследването на папата, Убертините и флорентинците, които искат да го лишат от господството му.

## Брак и потомство
Жени се два пъти:
∞ 1. за Вирджиния Аколти, за която се предполага, че има връзка с баща му
∞ 2. за Витория Теодоли, от която има една дъщеря:
- Лаудомия Малатеста ди Соляно, камерхерка на Херцогинята на Флоренция и монахиня при бедните кларисинки.

Има един извънбрачен син:
- Константино Малатеста ди Соляно († ок. 1650), изключен от наследството с присъда на Сакра Рота 1601 г., има три деца

|  | Тази страница частично или изцяло представлява превод на страницата Joan Baptista I Malatesta de Sogliano в Уикипедия на каталонски. Оригиналният текст, както и този превод, са защитени от Лиценза „Криейтив Комънс – Признание – Споделяне на споделеното“, а за съдържание, създадено преди юни 2009 година – от Лиценза за свободна документация на ГНУ. Прегледайте историята на редакциите на оригиналната страница, както и на преводната страница, за да видите списъка на съавторите. ВАЖНО: Този шаблон се отнася единствено до авторските права върху съдържанието на статията. Добавянето му не отменя изискването да се посочват конкретни източници на твърденията, които да бъдат благонадеждни. |